# Manuel Vicentini
Manuel Matías Vicentini (Sanford, Santa Fe, Argentina; 29 de agosto de 1990) es un futbolista argentino que juega como arquero y su equipo actual es Belgrano de Córdoba de la Primera División de Argentina.

## Trayectoria

### Inferiores
Se inició en la Academia Jorge Griffa y de allí pasaría a Boca Juniors.

### Boca Juniors de Buenos Aires
Vicentini jugó su primer partido en Boca en 2012, durante la gira realizada en Colombia y Venezuela, al estar lesionado Orión, y haberse ido su suplente, Sosa, a Vélez Sarsfield, el tercer arquero Sebastián D'Angelo fue el titular, mientras Vicentini se sentó en el banco. Horas antes del partido con Independiente de Santa Fe, D'Angelo sufrió una pequeña lesión, siendo Vicentini el titular en esa ocasión, perdiendo Boca por 1 a 0, Vicentini recibió un gol de penal en ese encuentro. Cuando D'Angelo comenzó a entrenarse con más frecuencia en la Primera de Boca, Vicentini empezó a ser el titular en la Reserva.

### Sarmiento de Junín
Para la temporada 2015 pasa a ser transferido al Sarmiento de Junín.
Obtuvo la titularidad en Sarmiento de Junin en la temporada 2018/19 tras la salida de Fernando Pellegrino del club. Gracias a conseguir el ascenso se convierte en ídolo del club.

### Belgrano de Córdoba
Para la temporada 2022 pasa a préstamo al Belgrano de Córdoba donde disputó 3 encuentros por Copa Argentina y 2 por Primera Nacional, en el primero frente a Gimnasia de Mendoza ingreso en el complemento tras la lesión de Nahuel Losada su arquero titular y el segundo lo disputó en el final del torneo en la victoria 1-0 sobre Guillermo Brown de Puerto Madryn.

### Colón de Santa Fé
En enero de 2024 es presentado como refuerzo de Colón de Santa Fé.

## Palmarés

### Campeonatos nacionales
| Título             | Equipo             | País      | Año  |
| ------------------ | ------------------ | --------- | ---- |
| Primera B Nacional | Sarmiento de Junín | Argentina | 2020 |
| Primera B Nacional | Belgrano           | Argentina | 2022 |